# سيات 1200 سبورت
سيات 1200 سبورت (بالإنجليزية: SEAT 1200 Sport)‏ هي سيارة من تصنيع شركة سيات (سيارة).

## معرض صور

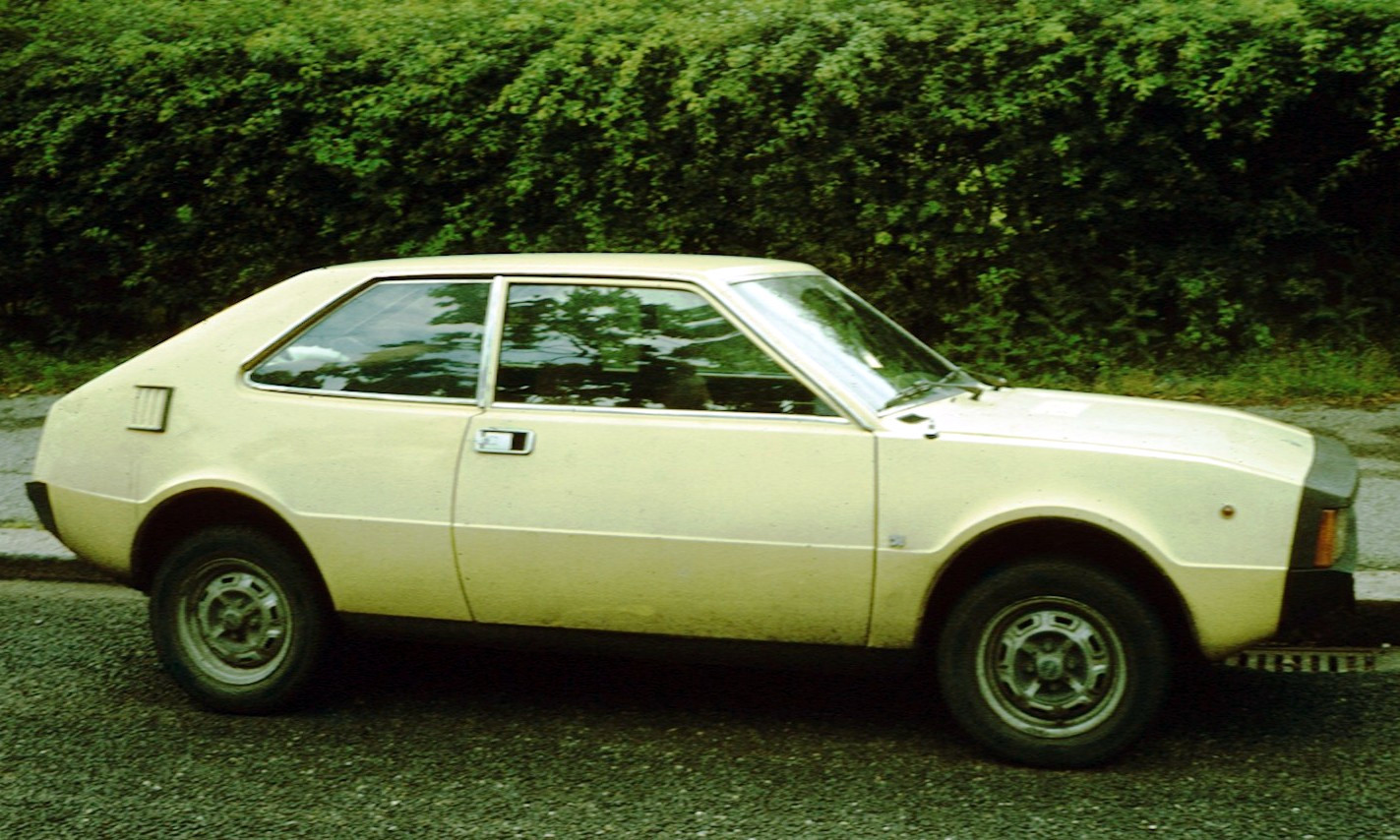
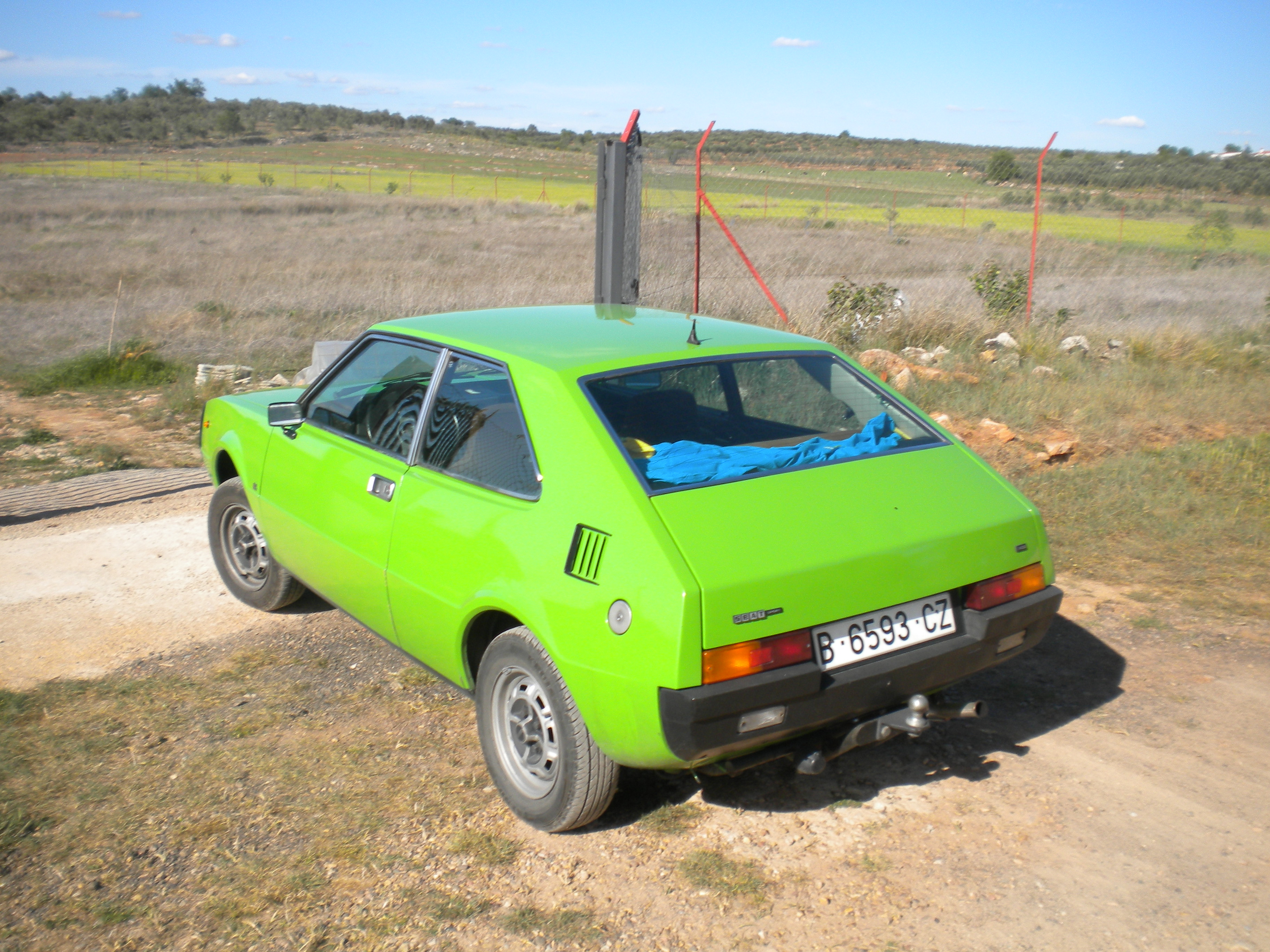
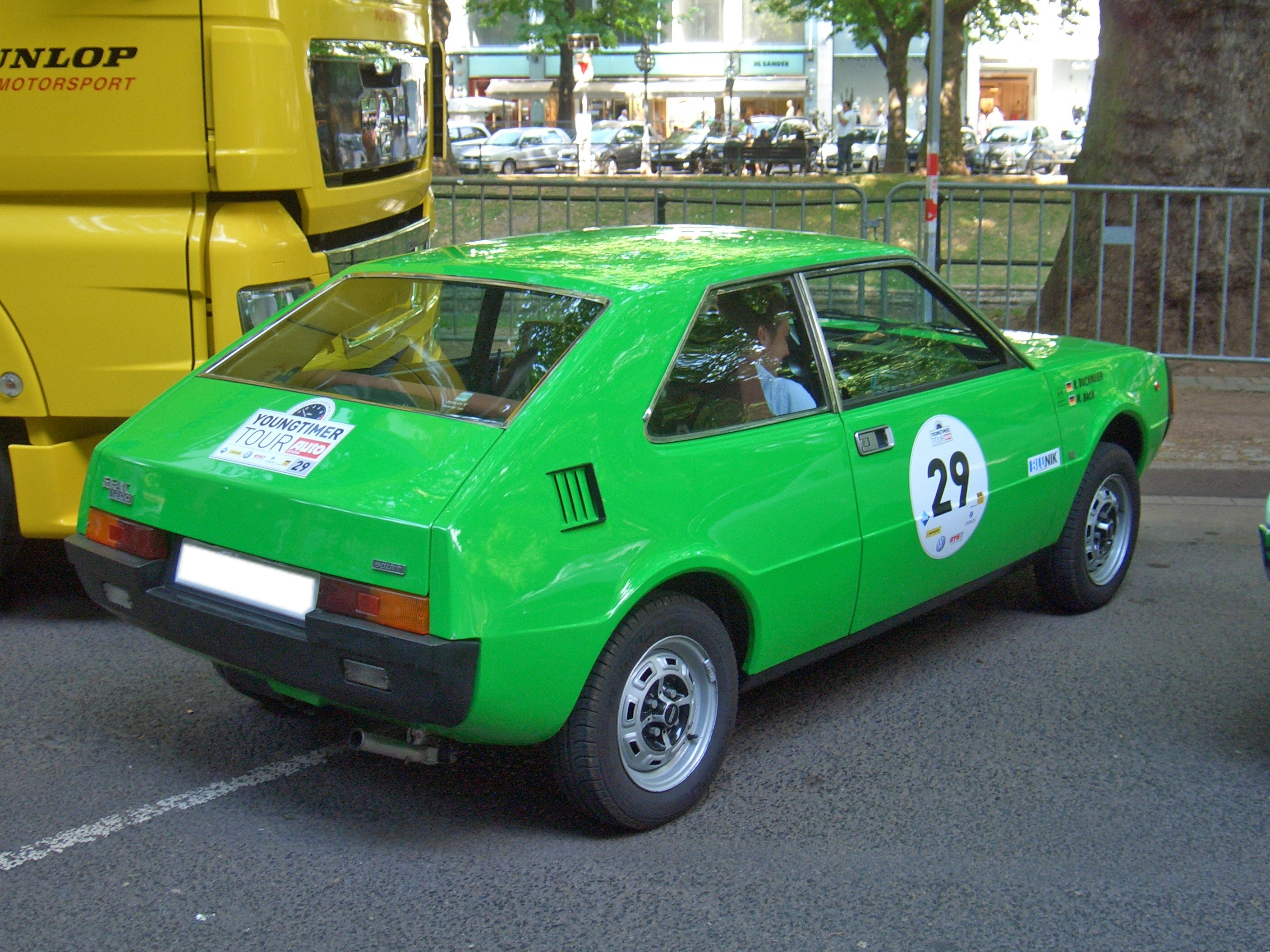

## مرجع
1. ↑  
"Ultimatecarpage.com -". مؤرشف من الأصل في 2006-10-21. اطلع عليه بتاريخ 2014-03-26.